# Lasthenés (Thrákie)
Lasthenés (starořecky: Λασθένης), Leósthénion (starořecky: Λεωσθένιον) nebo Sósthénion (starořecky: Σωσθένιον) bylo město ve starověké Thrákii, obývané během římských a byzantských časů.
Město se nacházelo poblíž současné čtvrti İstinye v Istanbulu v evropském Turecku.